# Zdeněk Grygera
Zdeněk Grygera, češki nogometaš, * 14. maj 1980, Přílepy, Češkoslovaška.